# Siggerud
Siggerud est une ville de la municipalité de Nordre Follo, dans le comté d'Akershus, en Norvège.

## Description
Siggerud est situé dans Sørmarka, une zone forestière de l'Oslomarka, à quelques kilomètres au sud d'Oslo et à 8 km à l'est de Kolbotn.
Siggerud est un quartier résidentiel avec quelques activités de bureaux et d'entrepôts. L'église de Siggerud est une église en rondins de 1905 de la paroisse de Nordre Follo. L'architecte était Holger Sinding-Larsen (en).
L'ancien skieur Lasse Kjus, l'artiste pop Christian Ingebrigtsen (en) ont vécu à Siggerud.